# アレクサンドル・ブルイギン

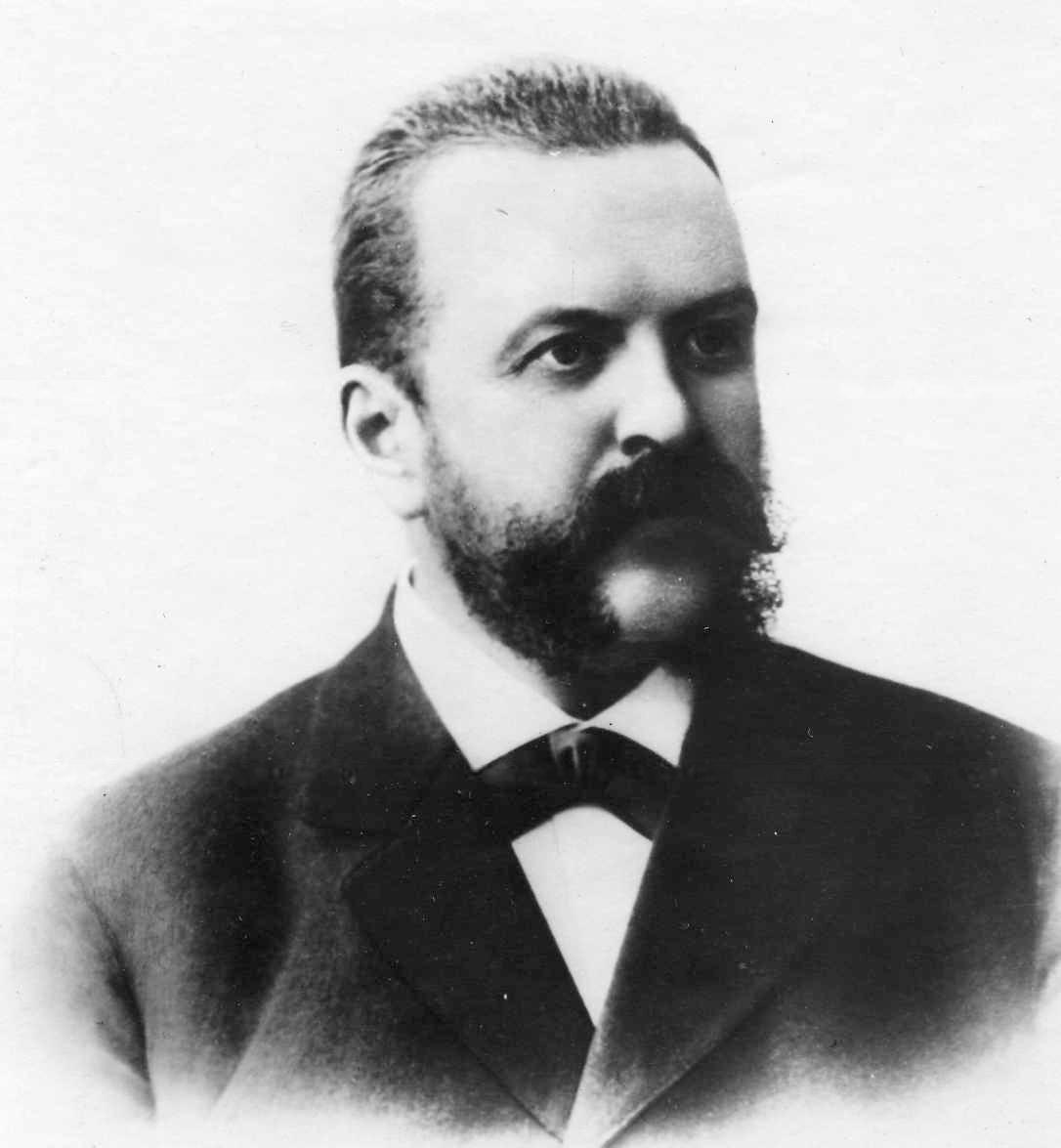
アレクサンドル・ブルイギン

アレクサンドル・グリゴリエヴィチ・ブルイギン（Alexander Grigoryevich Bulygin、露:Алекса́ндр Григо́рьевич Булы́гин 、1851年8月6日 - 1919年9月5日）は、帝政ロシアの政治家。ニコライ2世の時代に内務大臣を務めた。

## 人物・略歴
1851年8月6日生まれ。1905年1月20日、相次ぐ農村暴動やストライキの責任を取り辞任したピョートル・スヴャトポルク＝ミルスキー公爵の後任として内務大臣に任命される。 ブルイギンの業績として最も注目されるのが、俗に「プルイギン・ドゥーマ法」「ブルイギン憲法」ないし「ブルイギン宣言」と呼ばれる1905年8月に発布された勅令である。宣言の内容は「ツァーリを輔弼する」ための諮問機関としての議会の創設、信教の自由、ポーランド人に対するポーランド語の使用許可、農民の弁済額の減額を認めるというものであった。しかし、国民は議会の権限の小ささと、選挙権に制限が加えられていることに幻滅し、騒乱はさらに激化した。10月にはゼネストが起きる事態にまで発展したため、10月17日内相の職から去らざるを得なかった。
ロシア革命後の1919年9月5日、チェーカーにより逮捕され、銃殺された。